# Richard Z. Kruspe
Richard Zven Kruspe, född Zven Kruspe 24 juni 1967 i Wittenberge (i dåvarande Östtyskland), är gitarrist och grundare av det tyska metal-bandet Rammstein och senare även Emigrate.
Vid 19 års ålder flyttade han till stadsdelen Prenzlauer Berg i Östberlin. Den 10 oktober 1989 deltog Kruspe i en demonstration mot DDR-regimen, där han greps och fick tillbringa sex dagar i fängelse. Kort tid därefter flydde han från DDR via Tjeckoslovakien och Ungern. Efter Berlinmurens fall vände han tillbaka till öst, och spelade under en tid med banden Das Auge Gottes och Orgasm Death Gimmick.[källa behövs]
I början av 1990-talet lärde Kruspe känna några av sina blivande bandkompisar i Rammstein. Hans dotter Khira Li Lindemann föddes också, av blivande Rammsteinsångaren Till Lindemanns ex-fru. Tillsammans med Till och Oliver Riedel, åkte han till USA, där de fann att de hade något emot typisk amerikansk musik. 1994 deltog de tre tillsammans med Christoph Schneider i en tävling för unga band, som de vann. Paul H. Landers och Christian Lorenz kom också med, och 1995 släpptes deras första album Herzeleid.
1999 gifte sig Kruspe med den i Sydafrika födda amerikanska modellen och skådespelaren Caron Bernstein och hette några år Kruspe-Bernstein, men paret separerade 2004, och när skilsmässan gick igenom 2006 återtog han sitt tidigare efternamn.
Kruspe bor i dag  i Berlin. Han bodde tidigare i New York. Han har tre barn, Khira-Li Lindemann född 28 februari 1991, Merlin Esra Besson född 10 december 1992 och Maxime Alaska Bossieux född 28 september 2011. 
Kruspe släppte sin första soloskiva med artistnamnet Emigrate under 2006, som han tillsammans med medlemmar ur grupperna KMFDM, Clawfinger och Placebo producerade. Den första singeln Wake Up var den första singeln i det nya projektet.